# Op de Olympische Spelen (stripverhaal van Paling en Ko)
Op de Olympische Spelen (Spaans: En la Olimpiada, ook wel Gatolandia 76 genoemd) is het 15e stripalbum uit de reeks Paling en Ko van tekenaar Francisco Ibáñez. De oorspronkelijke versie werd in 1972 uitgebracht in de Ases del Humor-reeks na voorpublicatie in het stripblad Mortadelo (zoals de lange kale helft van het tweetal in het Spaans heet) van februari tot april 1972. In 1976 werd het album in het Nederlands uitgebracht. Op de Olympische Spelen is tevens het eerste (lange) verhaal dat zich afspeelt op een groot sporttoernooi.

## Naamsverwarring
Als gevolg van een jarenlange naamsverwarring wordt de kale meestervermommer hier Ko genoemd en de korte met de twee haren (door zijn collega steevast met chef en u aangesproken) Paling.

## Verhaal
Paling en Ko worden naar de Olympische Spelen in Katlandia gestuurd om te voorkomen dat het naburige Hondlandia (Spaans: Perrolandia) aanslagen gaat plegen; om niet op te vallen doen ze ook mee aan de volgende wedstrijden;
- Hoogspringen; de kale snapt echter niet dat hij over de horden moet in plaats van eronder
- De 400 meter atletiek en het kogelstoten. De kale is ingehaald door zijn reputatie en stoort zich aan de opmerkingen van de omroeper.
- Speerwerpen, discuswerpen en boogschieten; vooral bij dat laatste onderdeel maken Paling en Ko zich niet geliefd bij hun omstanders.
- Gymnastiek; ook ditmaal slaagt de kale er niet in om de topprestaties uit zijn dromen te verwezenlijken. Hij wordt gediskwalificeerd bij de ringen en bij het paarrijden zakt de pruik van zijn vermomming waardoor hij de juryleden het ziekenhuis inrijdt.
- Paardrijden; de kale betreedt het parcours als ruiter van een paard ('Vliegende Kip' genaamd) dat weigert over de hindernissen te springen. Hij denkt het probleem op te lossen met een raket onder de staart, maar schiet letterlijk en figuurlijk zijn doel voorbij.
- Schoonspringen; beide agenten maken geen zachte landing.
- Schermen; de kale lijkt nu eindelijk een medaille in de wacht te slepen, maar wordt gediskwalificeerd nadat hij door het podium zakte en de president per ongeluk op het hoofd sloeg.

In elk van deze hoofdstukken ontwaken de agenten in een hotelkamer die kleiner is dan de 'ruime suite' die hun baas, de Superintendant, had beloofd; de chef trekt hierbij aan het langste eind. Tussen de wedstrijden door meende de kale de saboteur op het spoor te zijn; het ging echter om een reder die zijn personeel de opdracht gaf te laden, een vuurwerkverkoper en een administrateur die nog wat af te handelen met sportlieden betreffende hun paspoorten. Bij de sluitingsceremonie worden er medailles uitgereikt aan de meest opvallende atleten; de kale ziet zijn (wan)prestaties passend beloond met de halskraag van een ezel. Bij thuiskomst krijgen ze van Super te horen dat hij twee weken eerder een brief heeft geschreven waarin staat dat de saboteur in Katlandia de griep had gekregen en zodoende geen aanslag kon plegen; als hij met zijn vuist op de tafel slaat omdat Paling en Ko niet meteen zijn teruggekeerd blijkt dat de brief nooit is verstuurd. Paling en Ko dwingen hun baas om in een krater met kokende lava te springen.